# 最強!ドリーム百貨店
『最強!ドリーム百貨店』（さいきょう ドリームひゃっかてん）は、瀬戸内海放送で放送されているバラエティ番組。2004年7月に放送を開始し、2006年12月2日放送分より地上デジタル放送ではハイビジョン制作となった。それに伴い、タイトルロゴやオープニング・エンディング、バーチャルデパートもリニューアルされた。2016年6月25日放送分をもって番組を終了した。

## 概要
バーチャルデパート「ドリーム百貨店」を舞台に、店員が岡山・香川のユニークな店・商品を見つけて紹介する番組。旅とグルメが番組の中心になっており、番組公式ブログのカテゴリも「岡山」「香川」「グルメin岡山」「グルメin香川」が主体になっている。
2006年9月に放送100回を記念し、実際に「ドリーム百貨店」と名の付いた北海道遠軽町役場が運営しているインターネットサイト「ドリーム百貨店えんがる」との姉妹店提携を結んだ。
2006年12月23日放送分では、初めてバーチャルデパートを飛び出して高松市の中央公園でも催されている「第20回高松冬のまつり」会場からの生中継を行ない、以降毎年この時期になると生放送を行なうようになる。会場では番組で取り上げた店がブース出店されている。2010年3月20日はおかやまB級グルメフェスタの会場からの生放送も実施。
スタジオのバーチャルセットは何度かリニューアルしており、現在では街をイメージした背景になっている。
番組のエンディングテーマは、かつてはTHE BLUE HEARTSの「人にやさしく」だったが、のちに映画「ドリームガールズ」の曲に変更されている。
番組は2016年6月の放送で終了したが、本作の後続番組「ヒルペコ」が2017年4月19日の深夜24時20分より放送する。

## 放送時間

### 本放送
- 土曜 16:55 - 17:25

### 再放送
- 水曜 25:15 - 25:45 （2009年10月7日 - 2010年12月15日）
- 水曜 25:20 - 25:50 （2011年1月12日 - 2011年3月30日）
- 水曜 25:25 - 25:55 （2011年4月6日 - 2011年9月28日）
- 木曜 25:55 - 26:25 （2011年10月6日 - 2016年6月30日）

## 現在の出演者
- 斎藤康之（KSBアナウンサー、2009年7月 - ）
- mimika（香川県高松市出身のシンガーソングライター、リポーター担当、2014年2月 - ）
- 岡崎夢（KSBアナウンサー、2014年2月8日 - ）
- 岩崎和夫（フリーアナウンサー・元ラジオ関西アナウンサー、ナレーション担当）

※2010年6月までは男性出演者が店員→支配人、女性出演者がエレベーターガールと称していたが、同年7月以降はこれらの肩書きが無くなっている。

## 過去の出演者
- 多賀公人（KSBアナウンサー、番組の企画も担当、2005年1月 - 2009年6月） - 2009年3月までは番組のプロデューサーも兼任していた。
- 大倉聡（当時KSBアナウンサー、初代店員、2004年7月 - 12月）
- 岡薫（KSBアナウンサー、初代エレベーターガール、2004年7月 - 2008年3月）
- 森本真帆（ナレーション、2007年4月 - 2009年3月）
- 小室早弥香（当時KSBアナウンサー、2代目エレベーターガール、2008年4月 - 2010年6月）
- 本庄里恵子（KSBアナウンサー、2010年7月 - 2011年9月）
- 北村実穂 (当時KSBアナウンサー、2011年10月 - 2014年1月)